# Bydgoskie Przedmieście

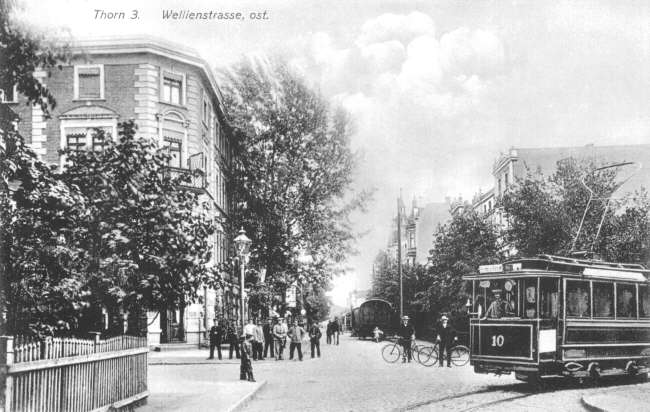
Ul. Mickiewicza (początek XX w.)

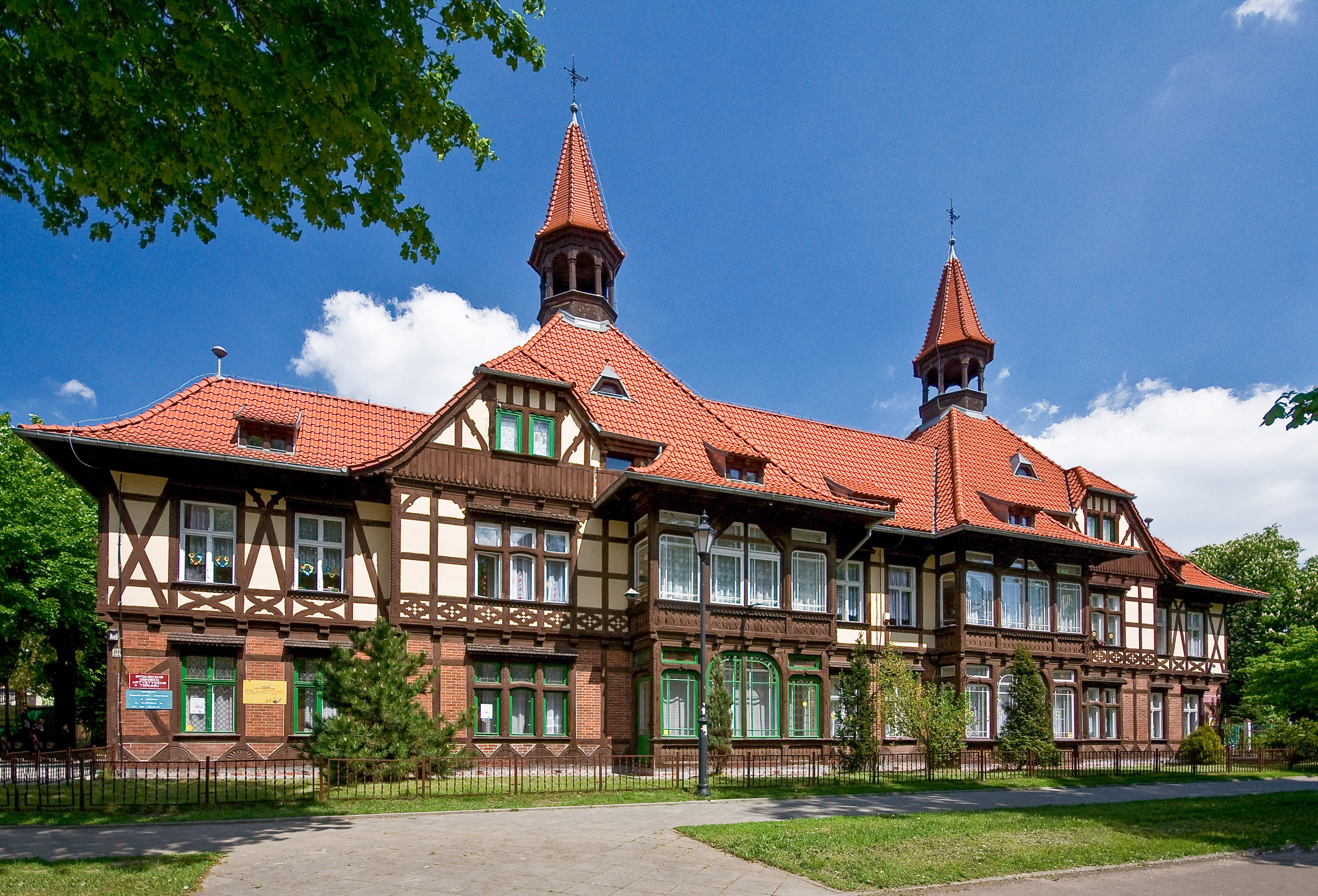
Budynek przedszkola przy ul. Bydgoskiej 34

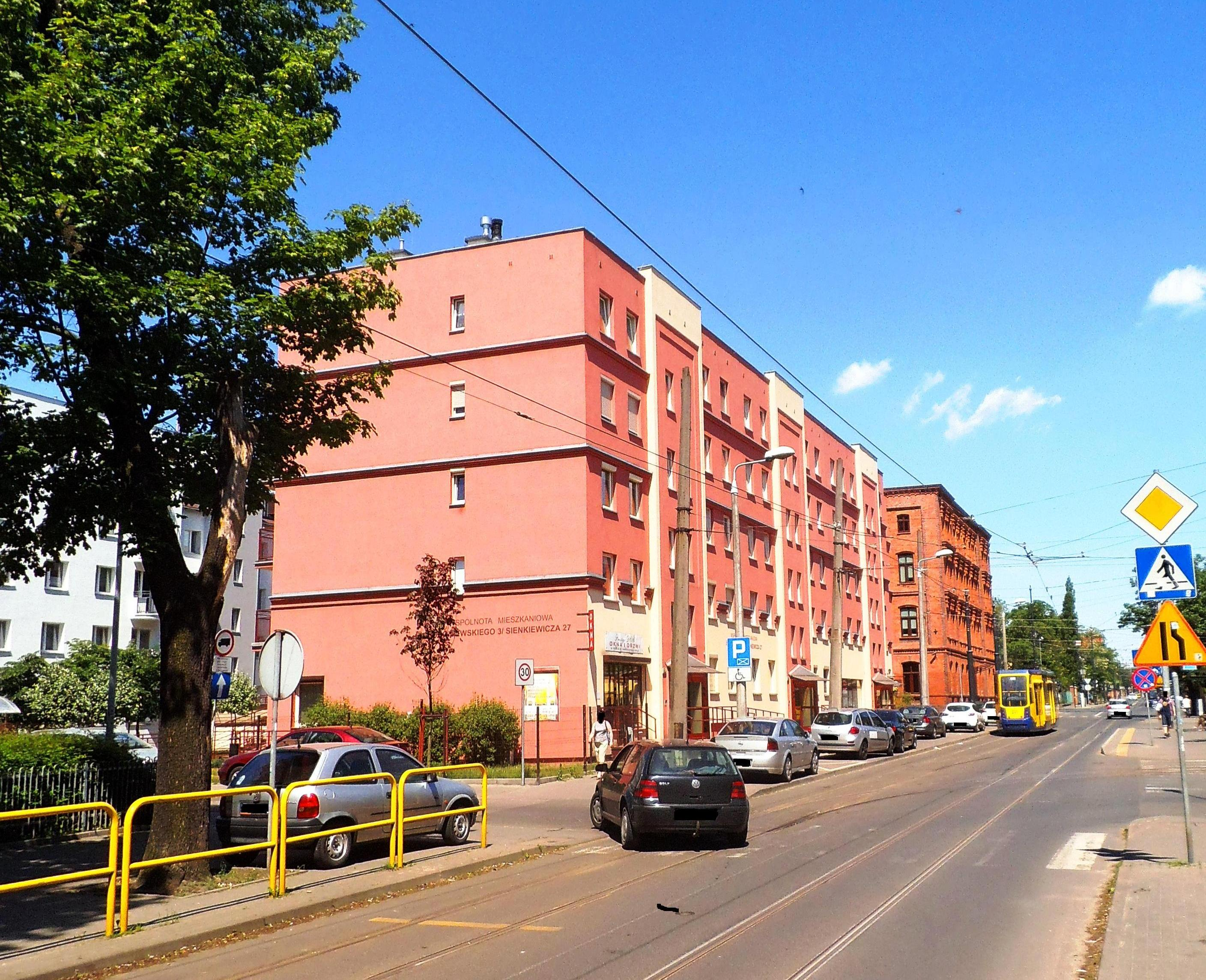
Fragment ul. Sienkiewicza

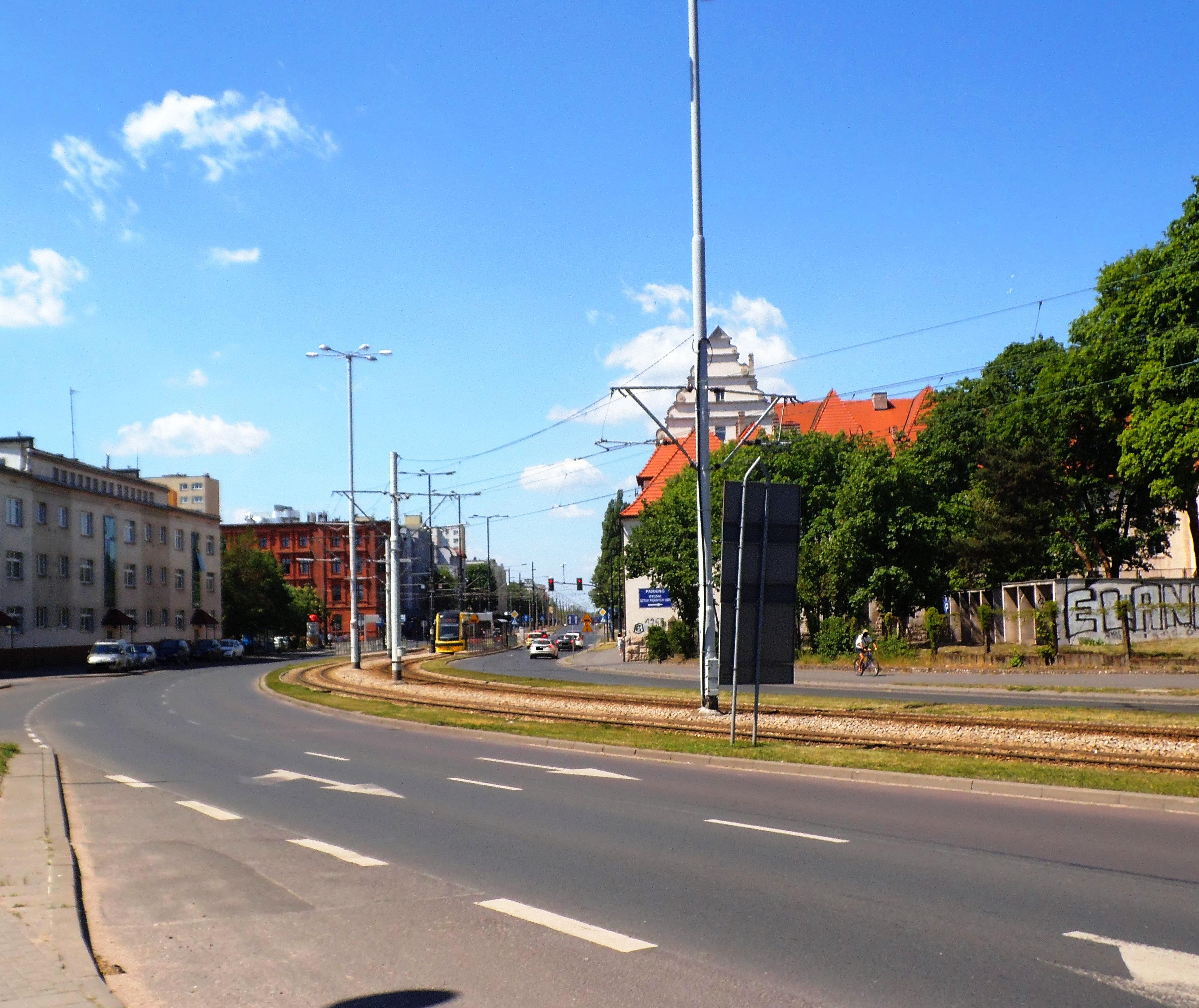
Fragment ul. Bema

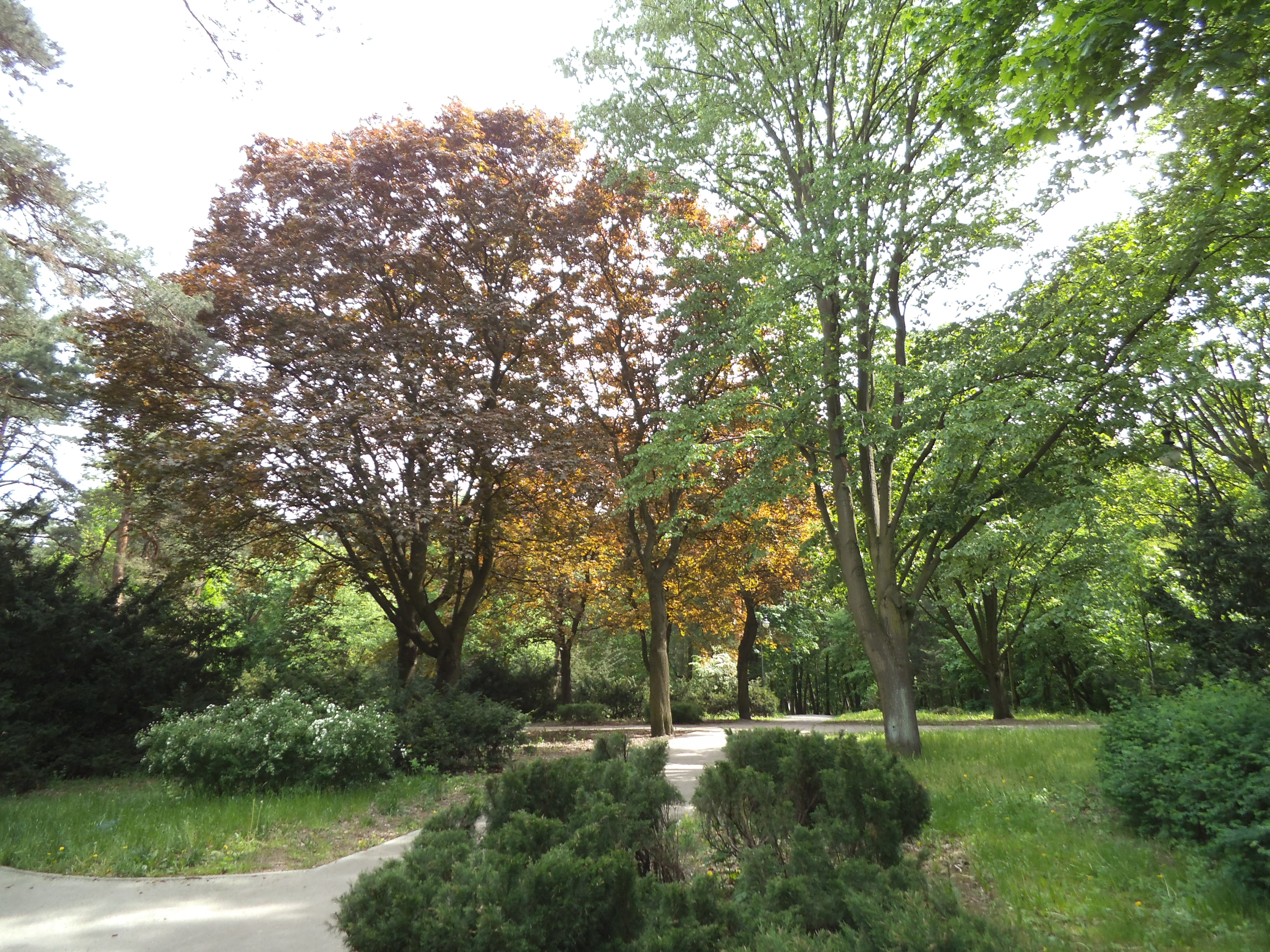
Park Miejski w Toruniu

Bydgoskie Przedmieście (niem. Bromberger Vorstadt) – część urzędowa Torunia, zlokalizowana na prawobrzeżu, na zachód od Starego Miasta. Główną osią układu osiedla jest ulica Mickiewicza. Północna granica Bydgoskiego Przedmieścia mieści się na wysokości ulic: Kraszewskiego, Gagarina, Reja, Łukasiewicza oraz toru kolejowego Toruń-Czarnowo, północna na wysokości ulic: Rybaki, Bydgoskiej i Chopina oraz Wisły, a od wschodniej z aleją Jana Pawła II. Granicę Bydgoskiego Przedmieścia na zachodzie wyznacza przemysłowa zabudowa włókiennicza.
W przeważającej części są tu budynki secesyjne i modernistyczne. Znajdują się tu również budynki wybudowane w technice szkieletowej. W przeciwieństwie do Chełmińskiego i Jakubskiego Przedmieścia oraz Mokrego, gdzie lokowano zakłady przemysłowe, na Bydgoskim Przedmieściu lokowano wille, pensjonaty oraz budynki użyteczności publicznej. Ożywiony rozwój Bydgoskiego Przedmieścia przypada na lata 1890–1910 i 1920–1939.

## Historia
Do XIX wieku obszar Bydgoskiego Przedmieścia był zdominowany przez lasy i piaszczyste wydmy. Układ Bydgoskiego Przedmieścia oraz Rybaków wyznaczono w XIX wieku. Rozwój osiedla był ograniczony przez działania wojenne. Po 1815 roku władze pruskie rozpoczęły przekształcanie Torunia w nadgraniczną twierdzę. Nałożone ograniczenia budowlane miały wpływ na rozwój obu osiedli. Zakazane było wznoszenie zabudowy murowanej bądź masywnej w I rejonie fortecznym, tj. w odległości 600 metrów od zewnętrznej krawędzi wałów fortecznych. W 1817 roku wyznaczono ulicę Bydgoską oraz rozpoczęto organizację parku miejskiego. Z racji tego, iż swym zasięgiem obejmował tereny użytkowane wcześniej przez cegielnię, nazwany został „Parkiem Cegielnia” („Ziegelei-Park”). Jest to jeden z najstarszych parków w Polsce. W 1822 roku rozpoczęto przekształcanie zieleni kęp nadwiślanych w parki.
Do 1828 roku na Bydgoskim Przedmieściu i Rybakach nie budowano żadnych budowli. Po zniesieniu zakazu wznoszenia budowli na Bydgoskim Przedmieściu wznoszono tartaki, warsztaty i składy budowlane. Faktyczny rozwój osiedli nastąpił w II połowie XIX wieku. Budowano tu domy o wysokości do trzech kondygnacji w stylu historyzującym. Bydgoskie Przedmieście stało się ekskluzywnym osiedlem zamieszkałym przez przedstawicieli wolnych zawodów, wojskowych i urzędników.
W 1889 roku opracowano plan urbanistyczny dla przedmieścia: wytyczono linie zabudowy, wysokość budynków, linie komunikacyjne (obok istniejącej ul. Bydgoskiej zaplanowano również ul. Mickiewicza i Broniewskiego). Po 1900 roku architektura nabrała cech wielkomiejskich. Przedmieście uzyskało prosty, szachownicowy układ sieci ulic. Pod koniec XIX wieku wybudowano pierwsze budynki mieszkalne w konstrukcji szkieletowej oraz kamienice czynszowe. W 1909 roku zniesiono ograniczenia budowlane. Rozpoczęto budowę nowych budynków, starsze i mniej wartościowe sukcesywnie burzono. W 1912 roku rozpoczęto brukowanie ulic. W tym samym czasie berliński architekt Bruno Möhring opracowano nowy plan urbanistyczny. Wyznaczył sześć stref, zaproponował preferowane tam rodzaje zabudowy.
Po powrocie Torunia do Polski w 1920 roku Bydgoskie Przedmieście zachowało swój elitarny charakter. W okresie międzywojennym rozpoczęto budowę willi w otoczeniu ogrodowym (głównie wzdłuż północnej pierzei ul. Słowackiego), wielorodzinnych, wolnostojących domów bliźniaczych (głównie na osiedlu Fałata), bloków mieszkalnych oraz wielopiętrowych kamienic. Obiekty z tego okresu reprezentują ówczesne kierunki w urbanistyce. Władze miasta oraz województwa pomorskiego ulokowały na Bydgoskim Przedmieściu wiele budynków urzędniczych, miasto ponadto zachęcało do budowy tu mieszkań na wynajem (np. dom Vesty przy ul. Mickiewicza 7). W okresie międzywojennym mieszkali tu m.in. prezydent Torunia Stefan Michałek (przy ul. Mickiewicza 18), wiceprezydent Torunia Franciszek Bala (przy ul. Mickiewicza 81a), redaktor „Słowa Pomorskiego” Marian Sydow (przy ul. Mickiewicza 30), poseł na Sejm i naczelnik „Słowa Pomorskiego” Stefan Sacha (przy ul. Mickiewicza 28) oraz starosta krajowy Wincenty Łącki (przy ul. Mickiewicza 24).
3 września 1932 roku przy ul. Adama Mickiewicza rozpoczęto budowę Osiedla Zakładu Ubezpieczeń Pracowników Umysłowych. Pracę ukończono we wrześniu 1933 roku. Osiedle składało się z sześciu modernistycznych bloków liczących 168 mieszkań: 28 trzypokojowych, 88 dwupokojowych i 52 jednopokojowych. W mieszkaniu znajdowała się instalacja artystyczna i gazowa, w każdym mieszkaniu zainstalowano kuchenkę gazową. Część mieszkań trzypokojowych miało balkony. Część mieszkań miała łazienki. Dla lokatorów nieposiadających łazienek przygotowano wspólne łazienki umieszczone na poddaszu. Sąsiadowały one ze wspólnymi pralniami.
Podczas II wojny światowej w kamienicy przy ul. Bydgoskiej 39 mieściła się siedziba gestapo. W budynku dnia 1 lipca 1942 roku został powieszony kpt. Jan Drzewiecki. Po II wojnie światowej część budynku przejął Urząd Bezpieczeństwa.
Po 1945 roku wiele zabytkowych domów, użytkowanych wówczas jako lokale komunalne, zostało zdewastowanych. Po 1989 roku rozpoczęto systematyczną rewitalizację budynków na Bydgoskim Przedmieściu. Pomimo prób część zabudowy została zburzona (np. kamienica przy ul. Bydgoskiej 56) lub zniszczona w wyniku pożarów (m.in. Zofiówka przy ul. Bydgoskiej 26, Dom Uebricka przy ul. Bydgoskiej 35).
7 września 2011 roku historyczny układ urbanistyczny Bydgoskiego Przedmieścia i Rybaków wpisano do rejestru zabytków nieruchomych znajdujących się na terenie Miasta Torunia.

## Zabytki
Na Bydgoskim Przedmieściu znajduje się ponad 500 zabytkowych budowli. W 2011 roku historyczny układ urbanistyczny Bydgoskiego Przedmieścia i Rybaków wpisano do rejestru zabytków. W 2021 roku wykazano, że ok. 70% obiektów znajduje się w złym stanie technicznym i wymaga prac konserwatorskich. 48 obiektów stanowią budynki o konstrukcji szkieletowej. Ważniejsze obiekty:
- Park Miejski, jeden z najstarszych publicznych parków miejskich w Polsce, założony w 1817 roku. Obejmuje 25 ha, znajdująca się tu niegdyś restauracja (4 000 miejsc) uchodziła za największe miejsce wycieczkowe w Prusach Zachodnich[25]. W parku znajduje się ławka Schillera, upamiętniająca niemieckiego pisarza epoki romantyzmu[26].
- Ogród Zoobotaniczny założony w 1797 roku.
- zajezdnia tramwajowa powstała w 1891 roku[27].
- Koszary Wrangla między ulicami: Fałata, Żeromskiego i Sienkiewicza[28].
- Pozostałości po Koszarach Pionierów między ulicami: Broniewskiego, Sienkiewicza, Fałata[29].
- Koszary Ułanów między ulicami: Mickiewicza, Reja, Broniewskiego[30].
- kompleks budynków szkolnych wzdłuż ul. Sienkiewicza, na odcinku ul. Broniewskiego – ul. Gagarina, wybudowany na przełomie XIX i XX wieku. W jej skład wchodzi m.in. gmach szkoły podstawowej przy Sienkiewicza 6[31], dawne katolickie seminarium nauczycielskie przy ul. Henryka Sienkiewicza 30/32 zbudowane w 1909 roku (obecnie siedziba Wydziału Sztuk Pięknych UMK)[32][33] oraz dawne ewangelickie seminarium nauczycielskie przy placu Stefana Wincentego Frelichowskiego 1 zbudowane w 1910 roku (obecnie siedziba Wyższego Seminarium Duchownego Diecezji Toruńskiej)[34][35].
- budynek dawnego szpitala obywatelskiego przy ul. Słowackiego 47/49[36].
- szachulcowy budynek (ul. Bydgoska 26), w którym od roku 1921 działał pensjonat „Zofiówka”, gdzie mieszkali tu m.in.: Stanisław Przybyszewski, Stanisław Ignacy Witkiewicz, Juliusz Osterwa[37].
- „Grzybek” – obiekt architektury parkowej powstały w 1843 roku, później użytkowany jako przystanek tramwajowy[38].
- gmach Dyrekcji Okręgowej Lasów Państwowych przy ul. Mickiewicza, projektu Kazimierza Ulatowskiego[39].
- dawna modernistyczna Miejska Hala Wystawowa według projektu Kazimierza Ulatowskiego, zbudowana w latach 20. XX wieku[30].
- kamienica przy ul. Mickiewicza 20 – wybudowana w 1912 roku dla przedsiębiorcy budowlanego Juliusa Grossera. W okresie międzywojennym znajdował się tu Konsulat Królestwa Belgii[39].
- sala gimnastyczna przy ul. Mickiewicza 15/17, wybudowana w 1898 roku[39].
- Budynek mieszkalny w stylu okrętowym na rogu ul. Słowackiego 38/40 i Matejki, zbudowana w 1936 roku według projektu Bronisława Jeziorskiego[40].
- Wille przy ul. Słowackiego, zbudowane w latach 1923–1932[36].
- Kamienice przy ul. Mickiewicza pod nr. 81, 90[29].
- Kamienice secesyjne przy ul. Słowackiego pod nr. 51, 53/55 i 61[27].
- Kamienice przy ul. Sienkiewicza: „Młody Las” pod nr. 12, z atlantami pod nr. 19/21, z glazurowanym szczytem pod nr.[41]
- Apteka św. Anny przy ul. Mickiewicza 98[42].
- Dawny budynek kina Bałtyk przy ul. Mickiewicza 77[43].
- Kamienice przy ul. Bydgoskiej pod nr. 60, 100 i 118[44].
- Domy szkieletowe przy ul. Bydgoskiej pod nr. 40, 50/52 (tzw. Dom Schwartza)[45].
- Zespół zabytkowych budynków o konstrukcji szkieletowej (tzw. Zagłębie pruskiego muru) przy ul. Konopnickiej (pod nr. 12, 14, 16 i 18) i Bydgoskiej (pod nr. 34/36, siedziba przedszkola i Społecznego Ogniska Artystycznego)[46][47].
- Dom sierot przy ul. Szosa Bydgoska 1[48].
- Kamienica przy ul. Konopnickiej 15, gdzie mieszkał muzyk Zygmunt Moczyński[49].
- Dom rodziny Weese przy ul. Danielewskiego 6[50].
- Dom szkieletowy przy ul. Stromej 5[51].
- Kamienica przy ul. Kujota 7[51].
- Budynek Wydziału Matematyki i Informatyki UMK w Toruniu[52].
- Budynek przy ulicy Fredry 2/4, dawny budynek mieszkalny, obecnie użyteczności publicznej[53].
- Dom wojewody pomorskiego przy ul. Fredry 6/8[38].